# Гренцгіпфель
Гренцгіпфель (4 618 м) — це пік, що входить до гірського масиву Монте-Роза (Пеннінські Альпи) в Італії та Швейцарії. Grenzgipfel є найвищою точкою на кордоні між Італією та Швейцарією і найвищою точкою басейну річки Тічино.